# Leucania abdominalis
Leucania abdominalis är en fjärilsart som beskrevs av Walker 1856. Leucania abdominalis ingår i släktet Leucania och familjen nattflyn. Inga underarter finns listade i Catalogue of Life.